# Andrea Benetti (artista)
Andrea Benetti é um pintor italiano, autor do Manifesto de Art Neorupestre apresentado em 2009, na 53ª Bienal de Veneza, na Universidade Ca' Foscari .

## Biografia
Andrea Benetti é um pintor, fotógrafo e designer italiano, nascido em Bolonha em 1964. Em 2006, ele escreveu o Manifesto de Arte Neorupestre, que apresentou na 53ª Bienal de Arte de Veneza em 2009.
Sua arte é inspirada direta e indiretamente pelas primeiras formas de arte feitas pelo homem primitivo. A partir dos trabalhos realizados nas cavernas, Andrea Benetti traçou traços estilísticos do ponto de vista criativo, criando obras ricas em motivos zoomórficos e antropomórficos estilizados, formas geométricas e abstratas, com fundos de cores sólidas, como se quisessem criar um ambiente ético e uma ponte filosófica entre a gênese da história humana e contemporânea. Benetti usa pigmentos vegetais e técnicas como baixo-relevo e grafite.
A sua obra está presente nas principais colecções de arte nacionais e estrangeiras (como as das Nações Unidas, do Vaticano e do Quirinale),  entre as suas exposições mais recentes encontram-se "Cores e sons das origens" (Bolonha, Palazzo D'Accursio, 2013),  "VR60768 · anthropomorphic figure" (Roma, Câmara dos Deputados, 2015),  "Pater Luminum" (Gallipoli, Museu Cívico, 2017) e "Rostos contra a violência" (Bolonha, Palazzo D'Accursio, 2017). A sua obra está presente nas principais colecções de arte nacionais e estrangeiras (como as das Nações Unidas, do Vaticano e do Quirinale), entre as suas exposições mais recentes encontram-se "Cores e sons das origens" (Bolonha, Palazzo D'Accursio, 2013), "VR60768 · anthropomorphic figure" (Roma, Câmara dos Deputados, 2015), "Pater Luminum" (Gallipoli, Museu Cívico, 2017) e "Rostos contra a violência" (Bolonha, Palazzo D'Accursio, 2017).
Em 2020 o artista foi galardoado com o “Prémio Nettuno d'Oro” da cidade de Bolonha.

## Museus e coleções
Museus e coleções de arte particulares e institucionais, que adquiriram as obras de Andrea Benetti
- Coleção de Arte das Nações Unidas (Nova York, Estados Unidos) [5]
- Coleção de Arte do Vaticano ( Città del Vaticano ) [5]
- MACIA - Museu Italiano de Arte Contemporânea da América ( San José - Costa Rica ) [10]
- Coleção de Arte do Quirinal ∙ Presidência da República Italiana ∙ (Roma - Itália) [5]
- Palazzo Montecitorio ∙ Parlamento italiano ∙ Câmara dos Deputados (Roma - Itália) [11]
- Coleção de Arte da Universidade de Ferrara (Ferrara - Itália) [12]
- Coleção de Arte da Universidade de Bari ( Bari - Itália) [13]
- Mambo ∙ Museu de Arte Moderna de Bolonha (Bolonha - Itália) [14]
- Museu ∙ Museu de Arte Moderna e Contemporânea Bolzano ( Bolzano - Itália) [15]
- CAMeC - Camec ∙ Centro de Arte Moderna e Contemporânea - ( La Spezia - Itália) [16]
- Museu FP Michetti (Francavilla al Mare - Itália) [17]
- Museu de Arte Contemporânea Osvaldo Licini ( Ascoli Piceno - Itália) [18]
- Coleção de Arte do Município de Lecce (Lecce - Itália) [19]